# Geografia da Colômbia
A metade ocidental da Colômbia é dominada pelos Andes, que se dividem em três grandes cordilheiras, a Cordilheira Ocidental, a Cordilheira Central e a Cordilheira Oriental. Entre as cordilheiras estendem-se os vales dos rios Cauca e Magdalena, que fluem para as planícies de baixa altitude ao longo das costas do mar das Caraíbas. As cordilheiras albergam vulcões ocasionalmente ativos, e o ponto mais elevado é o Pico Cristóbal Colón, com 5.775 m.
A metade oriental caracteriza-se por planícies baixas, com frequência densamente florestadas, por onde correm muitos rios incluindo o Putumayo, o Yapura, o Meta e o Guaviare, que ou se dirigem para o Orinoco ou para o Amazonas.
As ilhas de San Andrés e Providencia, nas Caraíbas, e a ilha de Malpelo, no oceano Pacífico, também fazem parte da Colômbia.
O clima é tropical ao longo de ambas as costas e nas planícies orientais, ao passo que as terras altas podem ser consideravelmente mais frias. A maior cidade da Colômbia é a sua capital, Bogotá, e as outras cidades importantes são Medellín, Cali, Cartagena, Barranquilla, Ibagué, Manizales, Pasto, Pereira, Cúcuta e Bucaramanga.

## Geologia e relevo

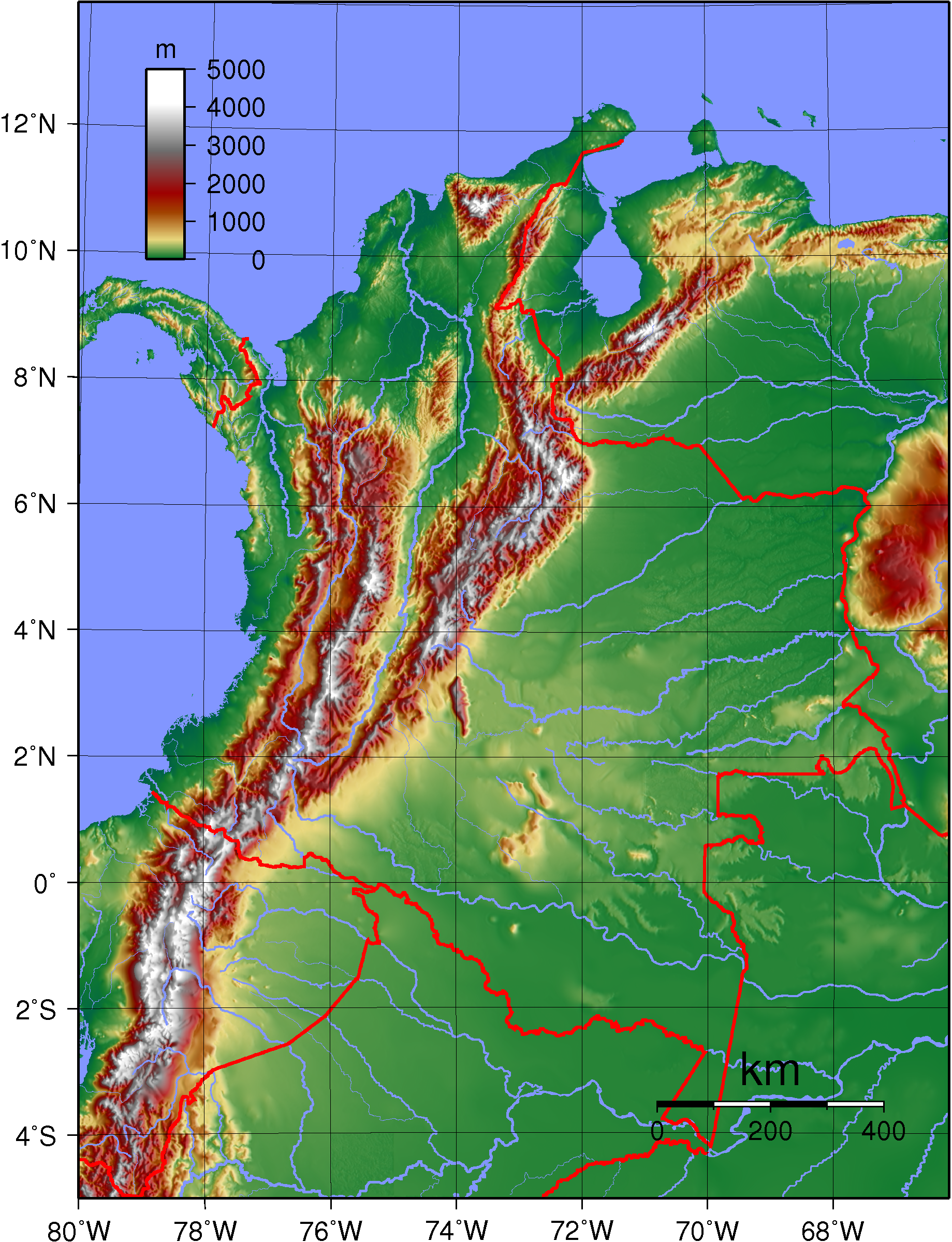
Mapa físico da Colômbia.

Na Colômbia, na sua extremidade norte estão os Andes que dividem-se em três ramos principais: as cordilheiras Ocidental, Central e Oriental.
A cordilheira Ocidental estende-se do Equador até a planície do mar das Antilhas, seguindo aproximadamente a linha do Pacífico. Ao sul é franqueada por íngremes camadas paleozóicas e mesozóicas. O Nevado del Cúmbal, perto da fronteira com o Equador, atinge 4.893m.
A cordilheira Central ou Quindío, a mais alta das três, é separada da Ocidental pelo vale do rio Cauca e da Oriental pelo vale do rio Magdalena, terminando em colinas baixas perto da confluência dos dois rios. Consiste principalmente em arenitos cretáceos e rochas porfiríticas. Os picos mais elevados são o Nevado del Tolima (5.620m), o Nevado del Ruiz (5.300m) e o Nevado del Huila (5.750m). O batólito de Antioquia, velho planalto peneplanizado, a uma altitude de 2.130m, constitui prolongamento setentrional da cordilheira Central.
A cordilheira Oriental, formada por dobramentos cretáceos, divide abruptamente a região montanhosa de norte e oeste das planícies baixas do interior, que compreendem metade da área total do país. Ao sul, a selva é banhada pelos rios do sistema amazônico. Os Llanos ao norte dessas planícies transmontanas, são uma região de baixadas tropicais, banhadas pelos afluentes do Orinoco.

## Clima
| Gráfico climático para Bogotá            | Gráfico climático para Bogotá | Gráfico climático para Bogotá | Gráfico climático para Bogotá | Gráfico climático para Bogotá | Gráfico climático para Bogotá | Gráfico climático para Bogotá | Gráfico climático para Bogotá | Gráfico climático para Bogotá | Gráfico climático para Bogotá | Gráfico climático para Bogotá | Gráfico climático para Bogotá |
| ---------------------------------------- | ----------------------------- | ----------------------------- | ----------------------------- | ----------------------------- | ----------------------------- | ----------------------------- | ----------------------------- | ----------------------------- | ----------------------------- | ----------------------------- | ----------------------------- |
| J                                        | F                             | M                             | A                             | M                             | J                             | J                             | A                             | S                             | O                             | N                             | D                             |
| 33 19 5                                  | 43 19 6                       | 66 19 7                       | 111 19 8                      | 94 19 8                       | 57 18 8                       | 41 18 7                       | 49 18 7                       | 73 18 6                       | 115 18 7                      | 88 19 7                       | 54 19 6                       |
| Temperaturas em °C • Precipitações em mm |                               |                               |                               |                               |                               |                               |                               |                               |                               |                               |                               |

Embora a Colômbia se situe quase inteiramente dentro da faixa tropical, o clima é modificado pela altitude e pela ação dos ventos. Temperaturas altas prevalecem nas áreas mais baixas, caracterizadas pela excessiva umidade e densas florestas. A zona subtropical compreende os vales e encostas entre 450m e 1.800m de altitude. Daí até os 3.000m encontra-se a zona temperada.
De modo geral, há duas estações anuais, o inverno, úmido, e o verão, seco. Variam, entretanto, amplamente em época e duração, segundo as diversas regiões. A área mais seca é provavelmente o extremo norte da península de La Guajira, onde a precipitação média é inferior a 250mm. A área de maior índice pluviométrico da Colômbia, e possivelmente de toda a América do Sul, é a faixa litorânea do Pacífico, sobretudo perto do divisor de águas dos rios San Juan e Atrato, onde precipitação média anual excede 10.000mm e não há estação seca.

## Hidrografia

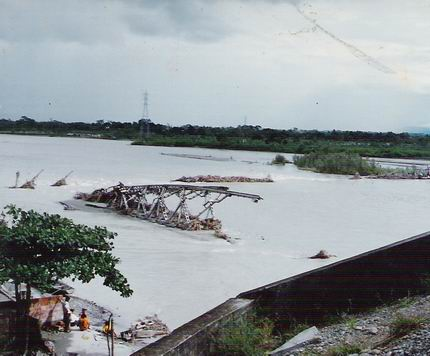
O Rio Magdalena no Departamento de Huila.

Os rios mais importantes da Colômbia são o Magdalena e seu tributário, o Cauca, que nascem no altiplano dos Andes, junto do Equador. O Magdalena deságua no mar das Antilhas, perto de Barranquilla. Aproximadamente na metade de curso de 1.528 km perde-se numa vasta rede de planaltos (ciénagas), lagos e lagoas. O Cauca, parcialmente navegável, apresenta areias auríferas que são exploradas desde 1909. O Atrato e o Sinú também correm para a costa norte e são ambos navegáveis. Entre os rios da costa do Pacífico, mais curtos, destacam-se principalmente o Truandó e o Salaqui. Dentre os rios das grandes planícies ocidentais, que deságuam no Orinoco e no Amazonas, sobressaem o Meta, o Guaviare, o Vaupés e o Caquetá.

## Vegetação

Parques Nacionais da Colômbia.

A floresta tropical recobre as encostas e vales das cordilheiras, grande parte das planícies da costa norte e a porção meridional das planícies orientais. No entanto, os produtos florestais constituem potencial econômico inexplorado, sendo numerosas as espécies de palmeiras e orquídeas. Na zona subtropical há grande variedade de frutas e a zona temperada é a região agrícola. Acima de 3.000m a vegetação é raquítica, seguida, mais acima, de espécies alpinas.

## Fauna

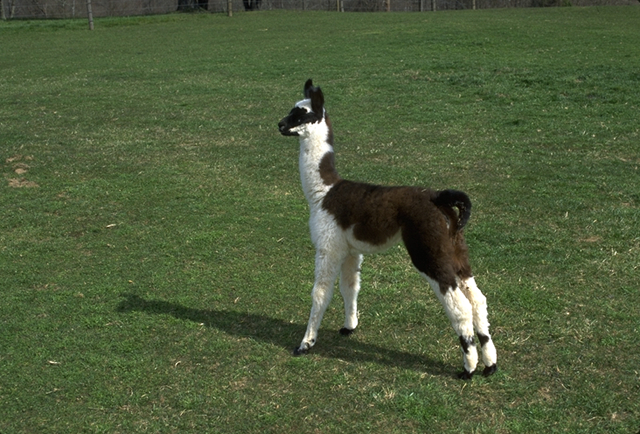
Llama pacos.

A fauna amazônica estende-se à floresta colombiana, havendo preguiças, tamanduás, sarigüês e várias espécies de macacos. Os maiores herbívoros são as antas, duas espécies de pecaris, cutias, alpacas e veados. Os principais carnívoros são o puma, a onça e o quati. Conhecem-se mais de 1.500 espécies e subespécies de pássaros, sendo abundantes os tucanos. A fauna de répteis e insetos é ríquissima, sendo comuns o crocodilo americano e o jacaré.